# Mestaruussarja 1960
La Mestaruussarja 1960 fu la cinquantunesima edizione della massima serie del campionato finlandese di calcio, la trentesima come Mestaruussarja. Il campionato, con il formato a girone unico e composto da dodici squadre, venne vinto dall'Haka.

## Squadre partecipanti
| Club        | Città       | Stagione 1959                        |
| ----------- | ----------- | ------------------------------------ |
| Haka        | Valkeakoski | 3º posto in Mestaruussarja           |
| HIFK        | Helsinki    | Campione di Finlandia                |
| HJK         | Helsinki    | 8º posto in Mestaruussarja           |
| HPS         | Helsinki    | 5º posto in Mestaruussarja           |
| IF Drott    | Jakobstad   | 1º posto in Suomensarja Pohjoislohko |
| KIF         | Helsinki    | 1º posto in Suomensarja Etelälohko   |
| KuPS        | Kuopio      | 4º posto in Mestaruussarja           |
| Pallo-Pojat | Helsinki    | 9º posto in Mestaruussarja           |
| RU-38       | Pori        | 2º posto in Mestaruussarja           |
| TKT         | Tampere     | 1º posto in Suomensarja Länsilohko   |
| TPS         | Turku       | 6º posto in Mestaruussarja           |
| VIFK        | Vaasa       | 7º posto in Mestaruussarja           |

## Classifica finale
|  | Pos. | Squadra     | Pt | G  | V  | N | P  | GF | GS | DR  |
|  | ---- | ----------- | -- | -- | -- | - | -- | -- | -- | --- |
|  | 1.   | Haka        | 41 | 22 | 20 | 1 | 1  | 78 | 23 | +55 |
|  | 2.   | TPS         | 28 | 22 | 13 | 2 | 7  | 72 | 43 | +29 |
|  | 3.   | KIF         | 27 | 22 | 12 | 3 | 7  | 51 | 41 | +10 |
|  | 4.   | HPS         | 26 | 22 | 10 | 6 | 6  | 51 | 38 | +13 |
|  | 5.   | HIFK        | 23 | 22 | 9  | 5 | 8  | 57 | 43 | +14 |
|  | 6.   | KuPS        | 23 | 22 | 8  | 7 | 7  | 47 | 47 | 0   |
|  | 7.   | Pallo-Pojat | 23 | 22 | 10 | 3 | 9  | 41 | 47 | -6  |
|  | 8.   | VIFK        | 19 | 22 | 7  | 5 | 10 | 41 | 49 | -8  |
|  | 9.   | HJK         | 18 | 22 | 5  | 8 | 9  | 44 | 51 | -7  |
|  | 10.  | RU-38       | 17 | 22 | 6  | 5 | 11 | 31 | 45 | -14 |
|  | 11.  | TKT         | 10 | 22 | 4  | 2 | 16 | 35 | 82 | -47 |
|  | 12.  | IF Drott    | 9  | 22 | 2  | 5 | 15 | 26 | 65 | -39 |

Legenda:
      Campione di Finlandia e ammessa alla Coppa dei Campioni 1961-1962
      Retrocesse in Suomensarja
Note:
Due punti a vittoria, uno a pareggio, zero a sconfitta.